# Trados
SDL Trados Technologies är ett språkteknologiföretag som tillverkar verktyg för datorstödd översättning, s.k. översättningsverktyg. I produktfamiljen ingår verktyg för att dra fördel av s.k. översättningsminnen.
Efter många uppköp och sammanslagningar heter man numera SDL Trados Technologies.